# Paul Brinegar
Paul Brinegar (19 de diciembre de 1917 – 27 de marzo de 1995) fue un actor de reparto estadounidense.

## Biografía
Nacido en Tucumcari, Nuevo México, Brinegar hizo más de 100 actuaciones entre 1946 y 1994, sobre todo en el género western, siendo a destacar su papel de barman en el film de Clint Eastwood High Plains Drifter en 1973. Otro de sus filmes dentro del género fue el de 1969 Charro!, protagonizado por Elvis Presley.
Sobre todo se hizo conocido por interpretar al cocinero, "Wishbone," en la serie de la CBS Rawhide, en antena entre 1959 y 1966, y en la cual también trabajaban Eastwood y Eric Fleming. 
El papel de Wishbone fue adaptado libremente en la serie western emitida en 1968-1970 por la CBS Lancer, en la cual Brinegar interpretaba a Jelly Hoskins, y en la cual trabajaba con Andrew Duggan, James Stacy, y Wayne Maunder.
A principios de los años ochenta Brinegar encarnó a un humorístico personaje, similar a un cowboy, "Lamar Pettybone", en la primera temporada del show de ABC Matt Houston. También actuó en State Trooper, serie protagonizada por Rod Cameron y de ambiente western, aunque con temática criminal. 
Entre las series ajenas al western para los que trabajó figuran las siguientes:
- Alfred Hitchcock presenta, episodio "Premonition" (1955).
- Perry Mason, episodio "The Case of the Sun Bather's Diary" (1958).
- Perry Mason, episodio "The Case of the Unwelcome Well" (1966).
- Country Boy (1966)

Paul Brinegar falleció en 1995 en Los Ángeles, California, a causa de un enfisema.